# Belgien ved sommer-OL 1928
Belgien deltager i Sommer-OL 1928. Belgien deltog med 186 sportsudøvere, deltog i femten sportsgrene. Belgien kom på en 29. plads med en sølvmedalje og to bronzemedaljer.

## Medaljer
| 1928    | Guld | Sølv | Bronze | Total |
| Belgien | 0    | 1    | 2      | 3     |

## Medaljevindere
| Belgien Belgien under OL 1928 i Amsterdam | Belgien Belgien under OL 1928 i Amsterdam        | Belgien Belgien under OL 1928 i Amsterdam | Belgien Belgien under OL 1928 i Amsterdam |
| Medaljer                                  | Udøver                                           | Sport                                     | Øvelse                                    |
| ----------------------------------------- | ------------------------------------------------ | ----------------------------------------- | ----------------------------------------- |
| Sølv                                      | Edmond Spapen                                    | Brydning                                  | Fristil, bantamvægt                       |
| Bronze                                    | Léonard Steyaert                                 | Boksning                                  | Mellemvægt                                |
| Bronze                                    | Léon Flament Francois de Coninck Georges Anthony | Roning                                    | Fire med styrmand                         |

## Links
- http://www.aafla.org/5va/reports_frmst.htm Arkiveret 4. februar 2012 hos  Wayback Machine
- den internationale olympiske komites database for resultater under OL (engelsk)